# Itako
Itako (Japans: 潮来市, Itako-shi) is een stad in de prefectuur Ibaraki op het eiland Honshu in Japan. De stad heeft een oppervlakte van 71,4 km² en medio 2020 ongeveer 27.604 inwoners. De rivier Tone stroomt van zuidwest naar zuidoost door de stad. De stad is bekend door het jaarlijkse iris-festival (Itako ayame matsuri)

## Geschiedenis
Op 1 april 2001 werd de gemeente Itako een stad (shi) na samenvoeging met de gemeente Uchibori (牛堀町, Ushibori-machi).

## Verkeer
Itako ligt aan de Kashima-lijn van de East Japan Railway Company.
Itako ligt aan de Higashi-Kanto-autosnelweg en aan de autowegen 51 en 355.

## Geboren in Itako
- Toru Kurihara (栗原徹, Kurihara Tōru), rugbyspeler
- Mitsuo Yanagimachi (柳町光男, Yanagimachi Mitsuo), schrijver en filmregisseur

## Aangrenzende steden
- Inashiki
- Kamisu
- Kashima
- Namegata
- Katori